# Динкелланд

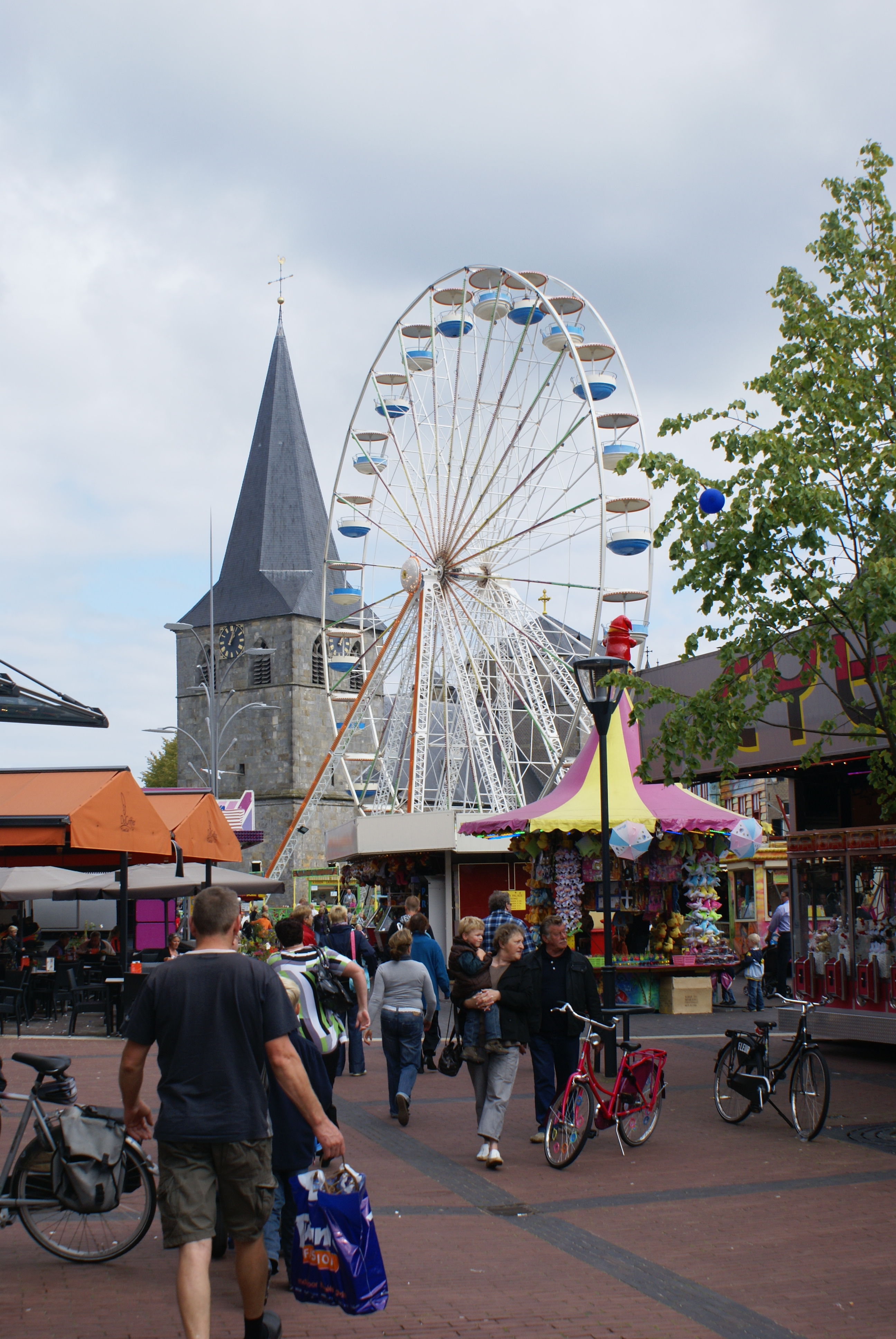
Центр городка Денекамп

Динкелланд (нидерл. Dinkelland) — община в провинции Оверэйссел, Нидерланды. Была образована 22 марта 2001 года путём слияния трёх общин - Денекамп, Отмарсум и Версело.

## География
Динкелланд входит в состав исторического региона Твенте, составляя его северо-восточную часть. Граничит на востоке с землёй Нижняя Саксония, ФРГ. В общину Динкелланд входят следующие городки и поселения: Денекамп, Отмарсюм, Версело, Россум, Саасвельд, Деурнинген, Норд-Деурнинген, Оуд-Доурнинген, Латтроп, Тиллигте, Т-Стифт. Административный центр - Денекамп. Через территорию общины протекает река Динкель. Значительную часть территории общины занимают небольшие рощицы и леса.

## История
Денекамп впервые письменно упоминается в 1276 году как отдельный церковный приход. В XIII-XIV веках тут в готическом стиле возводится собор св. Николая. Отмарсум, согласно преданию, был основан в 126 году н.э. легендарным королём Оттмаром. Документально установлено, что городок существовал уже в Х столетии, образуя отдельную церковную общину. Около 1300 года Отмарсуму утрехтским епископом были пожалованы городские права. Вокруг города строится крепостная стена, защищающая пролегающие здесь торговые пути из Фландрии на Бремен. В 1602 году Отмарсум, во время войны за независимость Нидерландов, берут штурмом войска Морица Оранского, после чего он входит в состав протестантских Соединённых провинций. Крепостные стены после этого были снесены. Городок Версело образовался вокруг старинного монастыря и в XIV столетии неоднократно подвергался нападениям рыцарей-разбойников, гнездо которых было в Саасвельде, в снесённом в 1818 году замке Сатерсло.

## Достопримечательности
Городской центр Отмарсума, с его старинной церковью и сохранившимися средневековыми улочками, был в 1980-е годы реставрирован и представляет интерес для туристов. Западнее Денекампа на берегу Динкеля находится построенный в XVII-XVIII веках дворец Сингравен, где проводятся экскурсии. Близ дворца, в придорожной старой мельнице находится ресторан. Эту мельницу ещё в XVII столетии изобразил голландский художник Мейндерт Хоббема (картина хранится в Лувре). Краеведческий музей в Денекампе - старейший в Нидерландах. Приходская церковь в Версело - остаток строения бенедиктинского монастыря XII столетия. В этом городке также сохранился квартал "Het Stift" со зданиями из XVIII века и аллеей многолетних деревьев.
В Динкелланде родился голландский художник Йохан Бартольд Йонгкинд (1819–1891).